# Sinn und Form

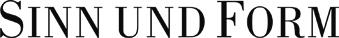
Logotipo de la revista.

Sinn und Form (cuya traducción al español sería «sentido y forma») es una revista de literatura y cultura berlinesa de carácter bimestral, publicada por la Academia de las Artes de Berlín. Fue una publicación importante durante la existencia de la República Democrática Alemana, ya que se la consideraba relativamente liberal. Aparte de a la literatura, dedica bastante espacio a los ensayos filosóficos y políticos, además de a entrevistas con importantes autores, artistas y filósofos como Carlos Fuentes, Elias Canetti, Hans-Georg Gadamer, Claude Lévi-Strauss, Peter Sloterdijk o George Steiner entre otros.  Junto con Akzente y Die Horen, marcó la tendencia literaria alemana de la segunda mitad del s. xx y principios del xxi.

## Historia
La revista la fundaron Johannes R. Becher y Paul Wiegler en la Zona de Ocupación Soviética de Alemania en el año 1949. El primer jefe de redacción fue Peter Huchel entre los años 1949 y 1962; le sucedieron Bodo Uhse (1963), Wilhelm Girnus (1964–1981), Paul Wiens (1982) y Max Walter Schulz (1983–1990). A partir de 1991 el redactor jefe fue Sebastian Kleinschmidt hasta el año 2013, donde pasó a ocuparlo Matthias Weichelt.